# Cornucopia (Björk)
Cornucopia (anche nota come Björk's Cornucopia) è la decima tournée della cantautrice e compositrice islandese Björk.
Diretta da Lucrecia Martel, una fra i più notevoli registi latino-americani, Cornucopia ingloba il motivo dell'ultimo album della cantante, Utopia — già portato in tour nel 2018 con l'Utopia Tour —, stavolta in una più ampia prospettiva che include anche tecnologia digitale e performance. Tobias Gremmler è stato il curatore della parte digitale degli spettacoli, inseriti in un ambiente ideato dalla stage designer Chiara Stephenson.
Si tratta del primo tour di Björk comprendente l'aspetto tecnologico e teatrale, e la cantante stessa l'ha descritto come il suo «più elaborato concerto scenico di sempre».
La prima mondiale di Cornucopia ha avuto luogo il 6 maggio 2019 presso il centro culturale The Shed di Manhattan (specializzato in arti performative e visive), compresa fra gli spettacoli che ne hanno inaugurato l'apertura. Ad essa sono seguite sette repliche fino al 1º giugno 2019, quindi il residency show è andato in tour raggiungendo dapprima Città del Messico per cinque date, fra il 17 e il 30 agosto 2019, poi l'Europa per otto date, fra il 13 novembre e l'8 dicembre 2019. Dopo una pausa a causa della pandemia di COVID-19, la produzione è ripartita nel gennaio 2022, con cinque date nella West Coast statunitense e, l'anno seguente, con ventuno date tra Australia, Giappone ed Europa.

## Antefatti e realizzazione
(Art Desk su Cornucopia)
Il 27 maggio 2018 Björk ha dato inizio all'Utopia Tour presso il Victoria Park di Londra, dopo avere eseguito due spettacoli di prova in anteprima a Reykjavík. La tournée era durata tutta l'estate, raggiungendo diversi festival europei di musica, per terminare a Roma il 30 luglio presso le Terme di Caracalla.
Dopo tre mesi di pausa, la cantante ha annunciato il 12 novembre 2018 un suo nuovo concerto scenico da presentare in anteprima per la primavera del 2019 allo Shed di New York, inaugurando così l'apertura dello stesso centro culturale. Cornucopia è stata da lei descritta come il suo «più elaborato concerto scenico di sempre, in cui l'acustica e il digitale si stringeranno le mani, incoraggiati da uno speciale team di collaboratori».

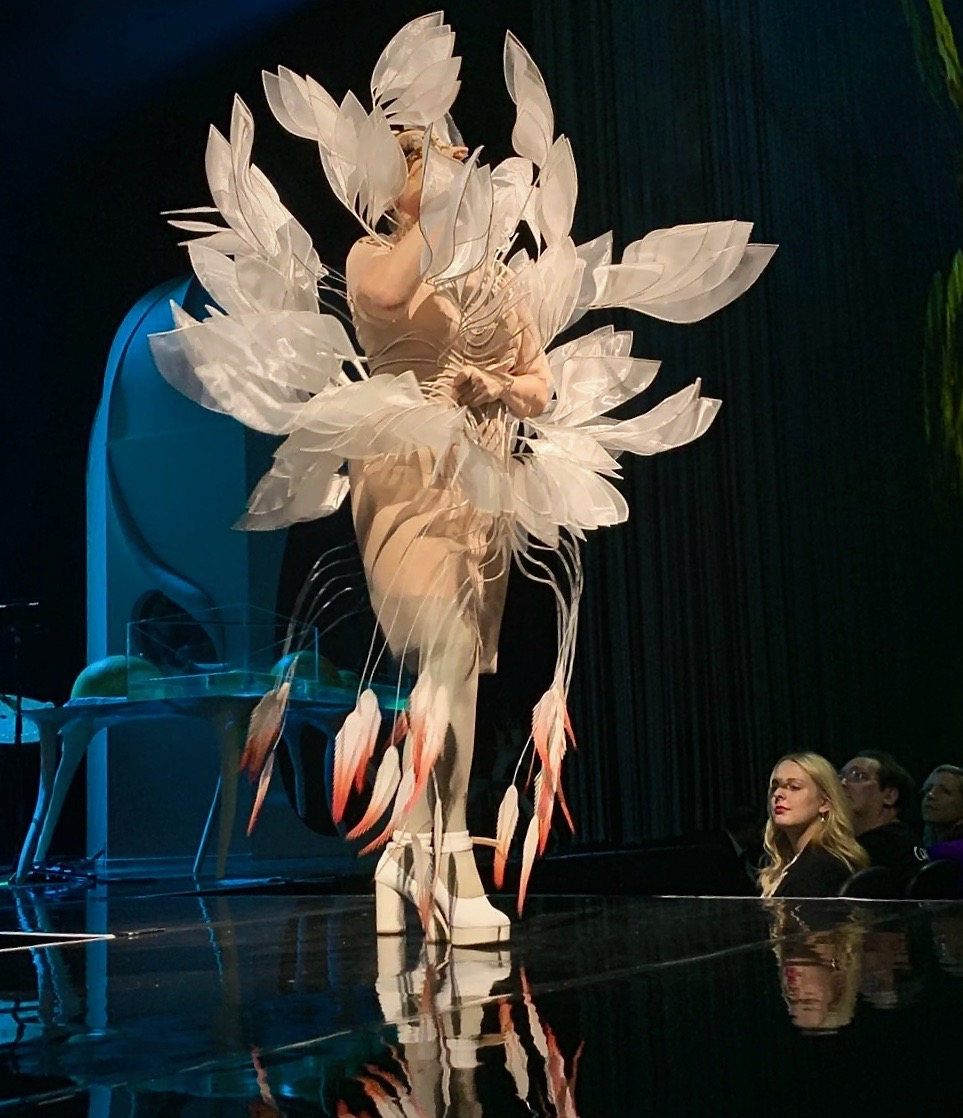
Björk per la prima mondiale di Cornucopia il 6 maggio 2019 presso lo Shed di New York

L'8 gennaio 2019 il New York Times ha annunciato l'apertura dello Shed per il 5 aprile, riportando tra gli spettacoli d'inaugurazione anche Cornucopia e rivelando in anteprima la data della première per il 6 maggio 2019. Il 17 gennaio sono state infine annunciate dallo Shed le date delle sette repliche successive, l'ultima delle quali ha avuto luogo il 1º giugno dello stesso anno.
Per quanto riguarda la parte musicale, l'equipe ha compreso il gruppo di sette flautiste Viibra, il percussionista Manu Delago, l'arpista Katie Buckley e Bergur Þórisson agli strumenti elettronici, già esibitisi durante l'Utopia Tour. La cantante è stata anche accompagnata da un coro: a New York e in Europa l'Hamrahlíð Choir, diretto da Þorgerður Ingólfsdóttir e composto da cinquantadue ex alunni dell'Hamrahlið College di Reykjavík (solo da diciotto coristi nelle tappe europee), di cui la stessa Björk ha fatto parte da giovane; in Messico il coro Staccato, appartenente all'Università nazionale autonoma del Messico, composto da trentuno voci e diretto da Odilón Chávez; a Los Angeles e San Francisco il coro Tonality, diretto da Alexander Lloyd Blake. Björk è stata inoltre accompagnata dal cantante statunitense Josiah Wise, in arte serpentwithfeet, per l'esecuzione del brano Blissing Me durante gli spettacoli di New York, Los Angeles e San Francisco; l'artista aveva già collaborato con lei per il remix dello stesso singolo nel 2017.
La scena è stata invece diretta dalla regista Lucrecia Martel — autrice di film noti a livello internazionale quali La ciénaga (2001), La niña santa (2004), La mujer sin cabeza (2008) e Zama (2017) —, affiancata dalla set designer Chiara Stephenson e dal designer digitale Tobias Gremmler.
Il regista annunciato inizialmente da Björk era John Tiffany, direttore pluripremiato delle produzioni teatrali Once (2011) e Harry Potter e la maledizione dell'erede (2016), tuttavia l'artista ha dovuto successivamente abbandonare il progetto a causa di conflitti d'agenda. Anche la set designer annunciata all'inizio, Chloe Lamford, ha poi abbandonato il progetto.
Ad occuparsi del settore stilistico sono stati invece la fashion designer olandese Iris van Herpen, il direttore creativo di Balmain Olivier Rousteing, il collaboratore di lunga data di Björk James Merry — anche creatore delle maschere della cantante — e la make-up artist e drag queen Is She Hungry. Per gli ultimi quattro spettacoli europei, i costumi sono stati invece ideati da Dilara Findikoglu, Manish Arora, Yuhan Wang e Noir Kei Ninomiya. Per gli spettacoli nella West Coast statunitense, Björk ha infine indossato abiti di Noir Kei Ninomiya e Vanebon, con body di Mugler e ThreeAsFour. A completare il team vi sono la coreografa Margrét Bjarnadóttir, il tecnico alle luci Bruno Poet e i tecnici al suono Gareth Fry e John Gale.
I concerti prevedevano l'utilizzo di strumenti musicali sperimentali e d'avanguardia: un flauto circolare per quattro suonatori, una "camera di riverbero" riproducente l'eco della voce, un calabash ad acqua (percussioni), due canne d'organo di otto metri dalla forma di cannoni, uno xylosynth (xilofono a percussioni elettriche), un violino piezoelettrico, un "aulofono" (insieme di campane), un dhol e la Segulharp (un'arpa elettromagnetica). Altro elemento d'avanguardia erano le proiezioni ad effetto tridimensionale, che comparivano sopra diversi strati di tende, talvolta costituite da avatar della stessa cantante.
In un'intervista per il New York Times, successiva alla prima mondiale del residency show, Björk ha definito il suo spettacolo «un teatro digitale, o un concerto pop-fantascientifico [...] riguardante soprattutto le donne che si sostengono a vicenda», affermando che «partire da un punto di vista femminile ci aiuterà». Nel momento precedente all'encore, veniva inoltre proiettato un discorso sul futuro del pianeta da parte dell'ambientalista svedese Greta Thunberg, giacché la cantante si dice consapevole del potere dell'attivismo e orgogliosa delle nuove generazioni.
Il 10 maggio 2019, dopo il secondo concerto, è stato pubblicato sul canale YouTube della cantante il video di Tabula Rasa, usato come sfondo durante gli stessi spettacoli. Il 6 agosto 2019 è stato pubblicato anche il video backdrop di Losss e la cantante ha annunciato delle nuove date in Europa. Il 13 novembre 2019, per la prima europea a Bruxelles, è stato mostrato in anteprima il nuovo video di Body Memory, reso pubblico da Tobias Gremmler soltanto il 5 luglio 2021 tramite il suo canale YouTube personale.
L'ultima parte del tour, fra il settembre e il novembre 2023 in Europa meridionale, non ha incluso il consueto coro, ma ha visto più canzoni tratte dal nuovo album in studio Fossora. Il primo degli spettacoli, il 1º settembre all'Altice Arena di Lisbona, è stato inoltre ufficialmente filmato.

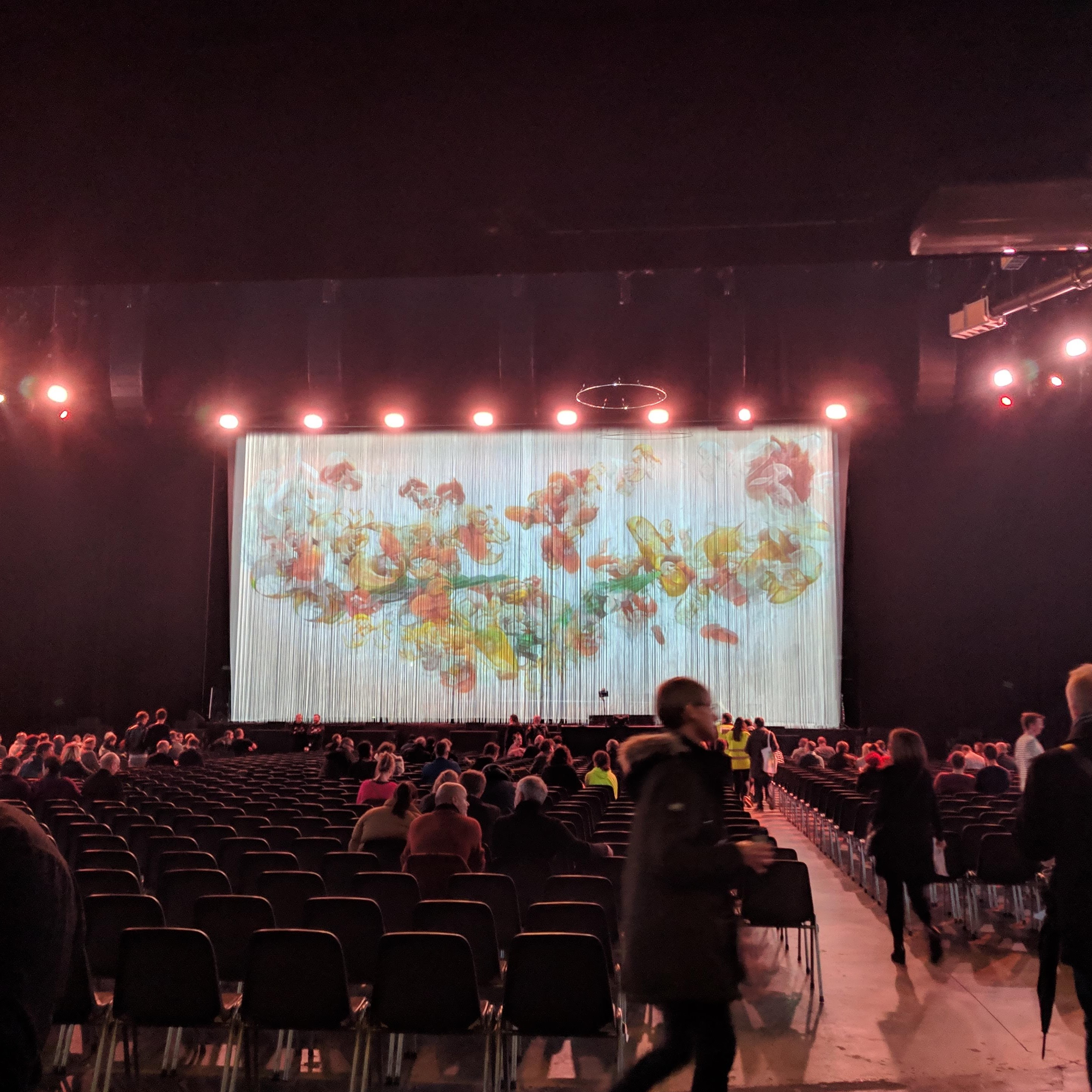
Il palcoscenico di Cornucopia al Forest National di Bruxelles (13 Novembre 2019).
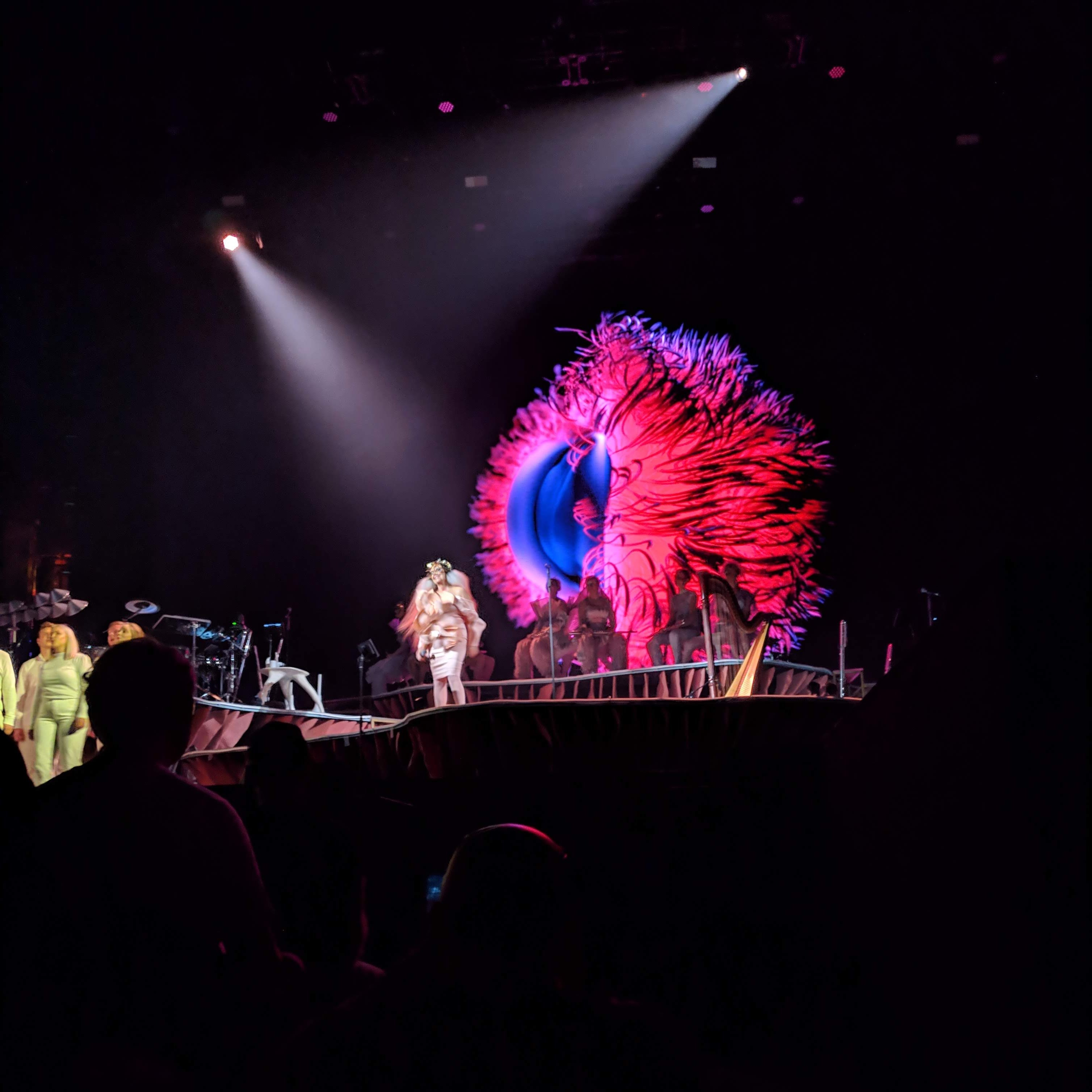
Björk al Forest National di Bruxelles il 13 novembre 2019.

## Canzoni eseguite

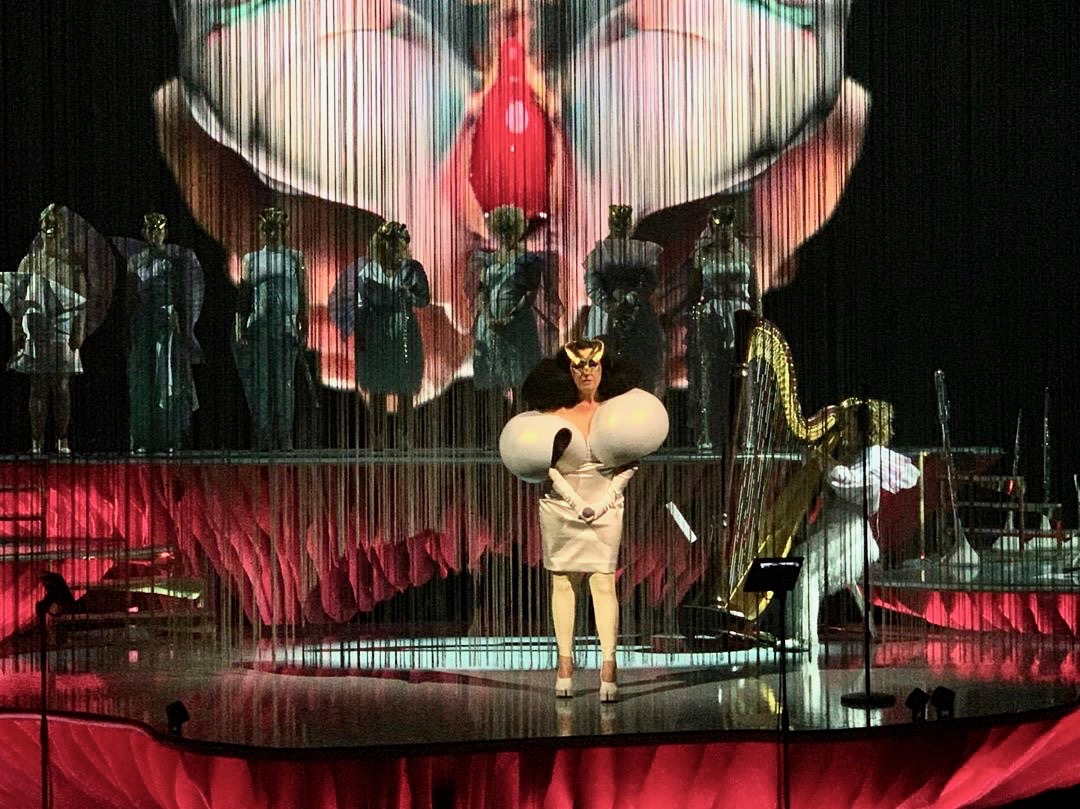
Björk, le Viibra e Katie Buckley nella data del 9 maggio 2019

Prima dei concerti allo Shed e in Europa l'apertura è affidata all'Hamrahlíð Choir, che intona a cappella due canzoni di Björk e tre canti popolari islandesi: Ísland, farsælda frón, Vísur Vatnsenda Rósu, Sonnets/Unrealities XI (Medúlla), Cosmogony (Biophilia) e Maríukvæði. Nei concerti messicani l'apertura è invece affidata al coro Staccato con il brano Otros Planos. L'inizio del concerto è inoltre segnato dall'introduzione del brano Family (Vulnicura), che precede la comparsa in scena di Björk con The Gate (Utopia). Inaspettata è la scelta di canzoni quali Show Me Forgiveness (Medúlla), suonata per la prima volta dal 2006, Venus As A Boy (Debut), suonata per la prima volta dal 2011, e Hidden Place (Vespertine), suonata per la prima volta dal 2013.
Vengono inoltre cantate nella "camera di riverberazione" Show Me Forgiveness (a cappella) e Claimstaker, mentre durante Body Memory Björk canta all'interno del flauto circolare con l'accompagnamento delle canne d'organo, ed è seguita invece da un solo flauto per Venus As A Boy.

### Maggio 2019 — Febbraio 2022
| Canzoni e intermezzi                                 | Album                |
| ---------------------------------------------------- | -------------------- |
| The Gate                                             | Utopia               |
| Utopia                                               | Utopia               |
| Arisen My Senses                                     | Utopia               |
| Show Me Forgiveness                                  | Medúlla              |
| Venus As A Boy                                       | Debut                |
| Claimstaker                                          | Utopia               |
| Isobel (riarrangiata da Arca)                        | Post                 |
| Blissing me                                          | Utopia               |
| Arpeggio                                             | Utopia (bonus track) |
| Body Memory                                          | Utopia               |
| Hidden Place                                         | Vespertine           |
| Mouth's Cradle (riarrangiata da Arca)                | Medúlla              |
| Features Creatures                                   | Utopia               |
| Courtship                                            | Utopia               |
| Pagan Poetry                                         | Vespertine           |
| Losss                                                | Utopia               |
| Sue Me                                               | Utopia               |
| Tabula Rasa                                          | Utopia               |
| discorso di Greta Thunberg sull'ambiente e il futuro |                      |
| Future Forever                                       | Utopia               |
| Notget                                               | Vulnicura            |

### Settembre 2023 — Dicembre 2023
| Canzoni e intermezzi                                 | Album                |
| ---------------------------------------------------- | -------------------- |
| The Gate                                             | Utopia               |
| Utopia                                               | Utopia               |
| Arisen My Senses                                     | Utopia               |
| Ovule                                                | Fossora              |
| Show Me Forgiveness                                  | Medúlla              |
| Venus As A Boy                                       | Debut                |
| Claimstaker                                          | Utopia               |
| Isobel (riarrangiata da Arca)                        | Post                 |
| Blissing me                                          | Utopia               |
| Mycelia                                              | Fossora              |
| Victimhood                                           | Fossora              |
| Fossora                                              | Fossora              |
| Atopos                                               | Fossora              |
| Features Creatures                                   | Utopia               |
| Courtship                                            | Utopia               |
| Pagan Poetry                                         | Vespertine           |
| Losss                                                | Utopia               |
| Sue Me                                               | Utopia               |
| Tabula Rasa                                          | Utopia               |
| Arpeggio                                             | Utopia (bonus track) |
| discorso di Greta Thunberg sull'ambiente e il futuro |                      |
| Future Forever                                       | Utopia               |
| Notget                                               | Vulnicura            |

## Concerti
| Data              | Città             | Stato           | Luogo                        | Coro d'apertura     | Biglietti venduti / Biglietti disponibili | Incasso      |
| Nord America      | Nord America      | Nord America    | Nord America                 | Nord America        | Nord America                              | Nord America |
| ----------------- | ----------------- | --------------- | ---------------------------- | ------------------- | ----------------------------------------- | ------------ |
| 6 maggio 2019     | New York          | Stati Uniti     | The Shed                     | The Hamrahlíð Choir | 10.000 / 10.000                           | $1.151.693   |
| 9 maggio 2019     | New York          | Stati Uniti     | The Shed                     | The Hamrahlíð Choir | 10.000 / 10.000                           | $1.151.693   |
| 12 maggio 2019    | New York          | Stati Uniti     | The Shed                     | The Hamrahlíð Choir | 10.000 / 10.000                           | $1.151.693   |
| 16 maggio 2019    | New York          | Stati Uniti     | The Shed                     | The Hamrahlíð Choir | 10.000 / 10.000                           | $1.151.693   |
| 22 maggio 2019    | New York          | Stati Uniti     | The Shed                     | The Hamrahlíð Choir | 10.000 / 10.000                           | $1.151.693   |
| 25 maggio 2019    | New York          | Stati Uniti     | The Shed                     | The Hamrahlíð Choir | 10.000 / 10.000                           | $1.151.693   |
| 28 maggio 2019    | New York          | Stati Uniti     | The Shed                     | The Hamrahlíð Choir | 10.000 / 10.000                           | $1.151.693   |
| 1º giugno 2019    | New York          | Stati Uniti     | The Shed                     | The Hamrahlíð Choir | 10.000 / 10.000                           | $1.151.693   |
| 17 agosto 2019    | Città del Messico | Messico         | Parque Bicentenario          | Coro Staccato       | 18.930 / 18.930                           | $1.519.170   |
| 20 agosto 2019    | Città del Messico | Messico         | Parque Bicentenario          | Coro Staccato       | 18.930 / 18.930                           | $1.519.170   |
| 23 agosto 2019    | Città del Messico | Messico         | Parque Bicentenario          | Coro Staccato       | 18.930 / 18.930                           | $1.519.170   |
| 27 agosto 2019    | Città del Messico | Messico         | Parque Bicentenario          | Coro Staccato       | 18.930 / 18.930                           | $1.519.170   |
| 30 agosto 2019    | Città del Messico | Messico         | Parque Bicentenario          | Coro Staccato       | 18.930 / 18.930                           | $1.519.170   |
| Europa            |                   |                 |                              |                     |                                           |              |
| 13 novembre 2019  | Bruxelles         | Belgio          | Forest National              | The Hamrahlíð Choir | 4.336 / 5.073                             | $434.696     |
| 16 novembre 2019  | Esch-sur-Alzette  | Lussemburgo     | Rockhal                      | The Hamrahlíð Choir | 5.512 / 5.512                             | $461.189     |
| 19 novembre 2019  | Londra            | Regno Unito     | The O2 Arena                 | The Hamrahlíð Choir | 12.655 / 12.655                           | $1.328.590   |
| 25 novembre 2019  | Glasgow           | Regno Unito     | The SSE Hydro                | The Hamrahlíð Choir | 5.797 / 7.111                             | $480.487     |
| 28 novembre 2019  | Dublino           | Irlanda         | 3Arena                       | The Hamrahlíð Choir | 8.018 / 8.018                             | $686.507     |
| 2 dicembre 2019   | Oslo              | Norvegia        | Oslo Spektrum                | The Hamrahlíð Choir | 6.321 / 6.890                             | $682.501     |
| 5 dicembre 2019   | Copenaghen        | Danimarca       | Royal Arena                  | The Hamrahlíð Choir | 6.376 / 7.031                             | $565.432     |
| 8 dicembre 2019   | Stoccolma         | Svezia          | Ericsson Globe               | The Hamrahlíð Choir | 7.879 / 8.345                             | $649.756     |
| Nord America      |                   |                 |                              |                     |                                           |              |
| 26 gennaio 2022   | Los Angeles       | Stati Uniti     | Shrine Auditorium            | Coro Tonality       | —                                         | —            |
| 29 gennaio 2022   | Los Angeles       | Stati Uniti     | Shrine Auditorium            | Coro Tonality       | —                                         | —            |
| 1º febbraio 2022  | Los Angeles       | Stati Uniti     | Shrine Auditorium            | Coro Tonality       | —                                         | —            |
| 5 febbraio 2022   | San Francisco     | Stati Uniti     | Chase Center                 | Coro Tonality       | 16.203 / 18.514                           | $2.066.217   |
| 8 febbraio 2022   | San Francisco     | Stati Uniti     | Chase Center                 | Coro Tonality       | 16.203 / 18.514                           | $2.066.217   |
| Oceania           |                   |                 |                              |                     |                                           |              |
| 3 marzo 2023      | Perth             | Australia       | Langley Park                 | Voyces              | 18.661 / 18.661                           | $2.000.000   |
| 6 marzo 2023      | Perth             | Australia       | Langley Park                 | Voyces              | 18.661 / 18.661                           | $2.000.000   |
| 9 marzo 2023      | Perth             | Australia       | Langley Park                 | Voyces              | 18.661 / 18.661                           | $2.000.000   |
| 12 marzo 2023     | Perth             | Australia       | Langley Park                 | Voyces              | 18.661 / 18.661                           | $2.000.000   |
| Asia              |                   |                 |                              |                     |                                           |              |
| 28 marzo 2023     | Tokyo             | Giappone        | Tokyo Garden Theatre         | Samady              | (sold out)                                | —            |
| 31 marzo 2023     | Tokyo             | Giappone        | Tokyo Garden Theatre         | Samady              | (sold out)                                | —            |
| Europa            |                   |                 |                              |                     |                                           |              |
| 1º settembre 2023 | Lisbona           | Portogallo      | Altice Arena                 | The Hamrahlíð Choir | 12.110 / 12.375                           | $1.014.136   |
| 4 settembre 2023  | Madrid            | Spagna          | Wizink Center                | —                   | 8.855 / 12.589                            | $757.586     |
| 8 settembre 2023  | Parigi            | Francia         | Accor Arena                  | —                   | 10.627 / 11.630                           | $1.034.638   |
| 12 settembre 2023 | Milano            | Italia          | Mediolanum Forum             | —                   | —                                         | —            |
| 16 settembre 2023 | Praga             | Repubblica Ceca | O2 Arena                     | —                   | —                                         | —            |
| 19 settembre 2023 | Vienna            | Austria         | Wiener Stadthalle            | —                   | 8.814 / 8.949                             | $663.830     |
| 23 settembre 2023 | Bologna           | Italia          | Unipol Arena                 | —                   | —                                         | —            |
| 18 novembre 2023  | Cracovia          | Polonia         | Tauron Arena                 | —                   | —                                         | —            |
| 21 novembre 2023  | Amburgo           | Germania        | Barclaycard Arena            | —                   | —                                         | —            |
| 24 novembre 2023  | Lipsia            | Germania        | Quarterback Immobilien Arena | —                   | —                                         | —            |
| 28 novembre 2023  | Zurigo            | Svizzera        | Hallenstadion                | —                   | 6.817 / 8.000                             | $875.409     |
| 2 dicembre 2023   | Nantes            | Francia         | Zénith                       | —                   | (sold out)                                | —            |
| 5 dicembre 2023   | Bordeaux          | Francia         | Arkéa Arena                  | —                   | —                                         | —            |

### Concerti annullati
| Data           | Città     | Stato   | Luogo          | Motivo               |
| -------------- | --------- | ------- | -------------- | -------------------- |
| 7 giugno 2023  | Reykjavík | Islanda | Laugardalshöll | Questioni logistiche |
| 10 giugno 2023 | Reykjavík | Islanda | Laugardalshöll | Questioni logistiche |
| 13 giugno 2023 | Reykjavík | Islanda | Laugardalshöll | Questioni logistiche |

## Cast
| Ruolo                                                                             | Artista/i |
| --------------------------------------------------------------------------------- | --- |
| voce e direttore artistico arrangiamenti e produzione musicale direzione musicale | Björk |
| regista                                                                           | Lucrecia Martel |
| digital designer                                                                  | Tobias Gremmler |
| co-direttore artistico e maschere                                                 | James Merry |
| set designer                                                                      | Chiara Stephenson |
| costumi                                                                           | Iris van Herpen Olivier Rousteing Dilara Findikoglu (Dublino) Manish Arora (Oslo) Yuhan Wang (Copenaghen) Noir Kei Ninomiya (Stoccolma, Los Angeles, San Francisco) Vanebon (Los Angeles) Mugler (Los Angeles) threeASFOUR (San Francisco)       |
| scarpe                                                                            | Margiela Gucci Dries van Noten |
| stylist                                                                           | Edda Guðmundsdóttir |
| strumenti elettronici direzione delle prove e spartiti musicali                   | Bergur Þórisson |
| direzione delle prove e spartiti musicali                                         | Matt Robertson |
| coro                                                                              | The Hamrahlíð Choir (New York ed Europa) Coro Staccato (Città del Messico) Coro Tonality (Los Angeles e San Francisco) |
| direttore del coro                                                                | Þorgerður Ingólfsdóttir (New York ed Europa) Odilón Chávez (Città del Messico) Alexander Lloyd Blake (Los Angeles e San Francisco) |
| percussioni                                                                       | Manu Delago |
| flauti                                                                            | Viibra: - Björg Brjánsdóttir - Áshildur Haraldsdóttir - Þuríður Jónsdóttir - Melkorka Ólafsdóttir (sostituita da Sólveig Magnúsdóttir per la tappa in Messico) - Steinunn Vala Pálsdóttir - Emilía Rós Sigfúsdóttir - Berglind María Tómasdóttir |
| arpa                                                                              | Katie Buckley (dal 6 maggio al 1º giugno 2019; dal 25 novembre 2019) Ruth Ellen Bennett (dal 17 agosto al 19 novembre 2019) |
| coreografa                                                                        | Margrét Bjarnadóttir |
| trucco                                                                            | Hungry |
| parrucco                                                                          | John Vial (per Björk) Spider Witch Company (per i musicisti) Jhonny Stuntz (onset styling - Los Angeles, San Francisco) |
| co-produzione musicale versioni riarrangiate di Isobel e Mouth's Cradle           | Arca |
| design del suono                                                                  | Gareth Fry John Gale D&B Audiotechnik Southby Productions |
| ingegneri acustici progettazione della camera di riverbero                        | Shane Myrbeck Arup Group |
| laser designer                                                                    | Nick Verstand |
| luci                                                                              | Bruno Poet |
| production design                                                                 | Heimir Sverrisson Irma Studio |
| production manager                                                                | Peter Van Der Velde |
| sviluppo software                                                                 | Poul Holleman |
| piattaforma software                                                              | NAP Framework |